# Adam Pearce
Adam Pearce (Lake Forest, 24 giugno 1978) è un ex wrestler e dirigente sportivo statunitense sotto contratto con la WWE, dove svolge il ruolo di general manager di Raw.
Durante la sua carriera ventennale, ha lottato in molte federazioni del circuito indipendente.

## Personaggio

### Mosse finali
- Torture rack powerbomb

### Soprannomi
- "Maniac in Black"
- "Scrap Daddy"
- "Scrap Iron"

## Titoli e riconoscimenti
- All-Star Championship Wrestling
  - ACW Heavyweight Championship (1)
  - ACW Television Championship (1)
- Alternative Wrestling Show
  - AWS Heavyweight Championship (1)
- Great Lakes Wrestling
  - GLW Heavyweight Championship (1)

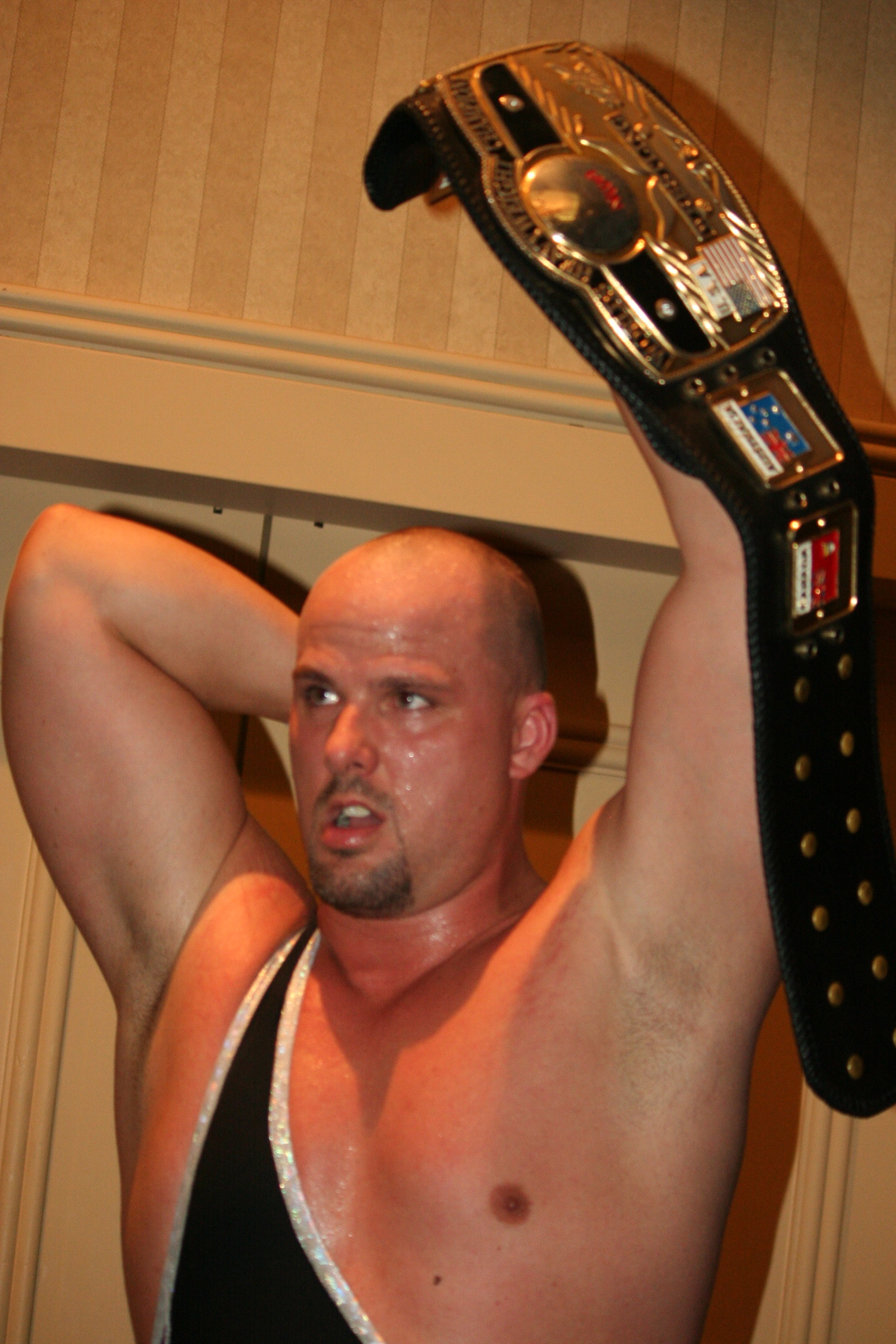
Adam Pearce con l'NWA World Heavyweight Championship, titolo che ha detenuto cinque volte in carriera

- Independent Wrestling Association Mid-South
  - IWA Mid-South Light Heavyweight Championship (1)
- Metro Pro Wrestling
  - Metro Pro Heavyweight Championship (1)
- Mid American Wrestling
  - MAW Heavyweight Championship (1)
- National Wrestling Alliance
  - NWA Worlds Heavyweight Championship (5)
  - NWA Heritage Championship (2)
  - NWA British Commonwealth Heavyweight Championship (1)
  - NWA Hall of Fame (2015)
- Professional Championship Wrestling
  - PCW Australian National Championship (1)
- Pro Wrestling Guerrilla
  - PWG World Championship (1)
- Pro Wrestling Illustrated
  - 44º tra i 500 migliori wrestler singoli nella PWI 500 (2008)
- Steel Domain Wrestling
  - SDW Northern States Television Championship (1)
- Ultimate Pro Wrestling
  - UPW Heavyweight Championship (1)